# Faro di Skagen
Il faro di Skagen (in danese: Skagen Fyr), noto anche come faro grigio di Skagen (Det Grå Fyr), è un faro attivo alto 46 m e situato a 4 km a nord-est di Skagen nell'estremo nord dello Jutland, in Danimarca. Progettato dall'architetto Niels Sigfred Nebelong, fu messo in funzione il 1º novembre 1858, sostituendo il precedente faro bianco.

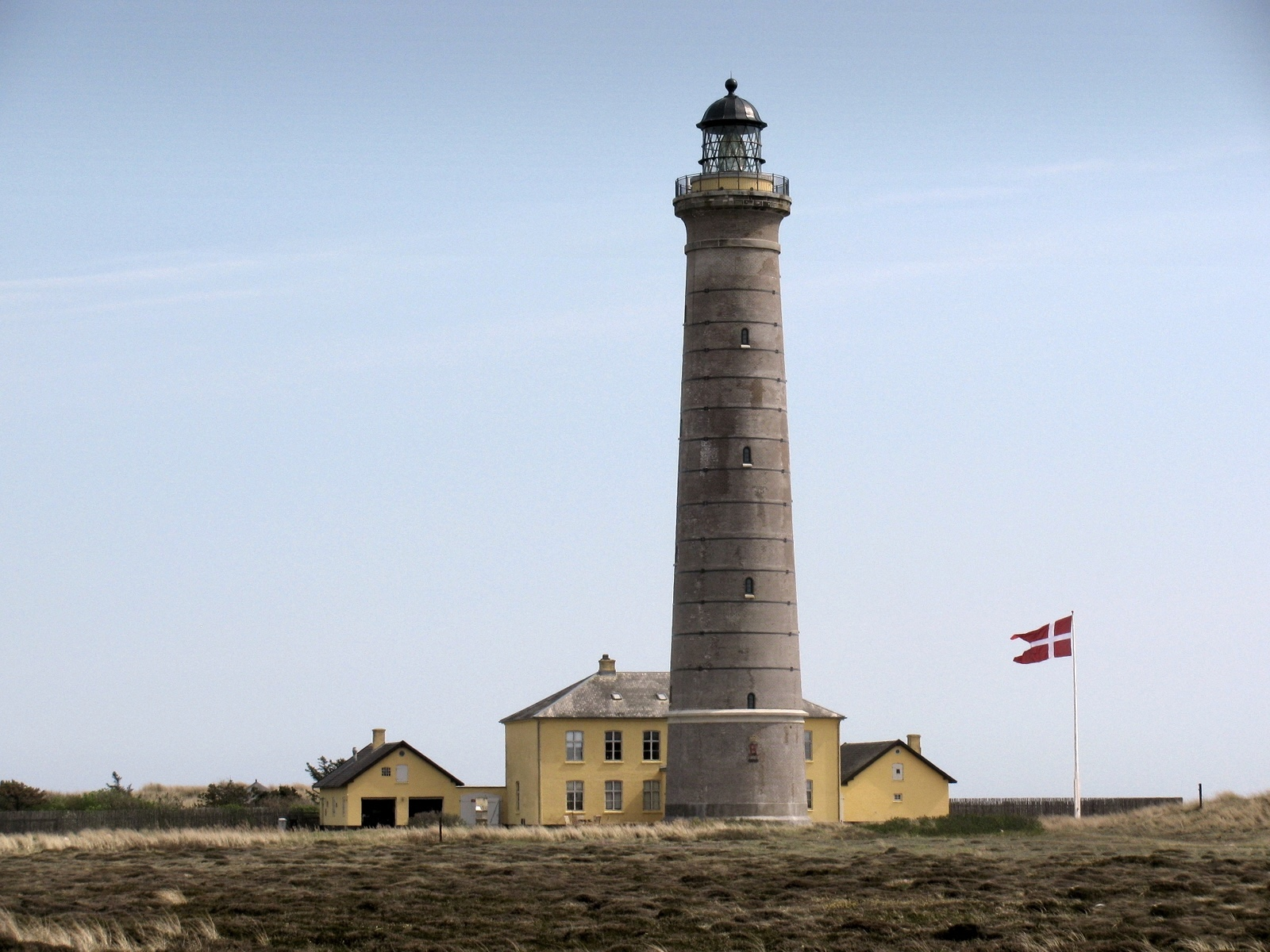
Vista del faro